# Labrador Husky

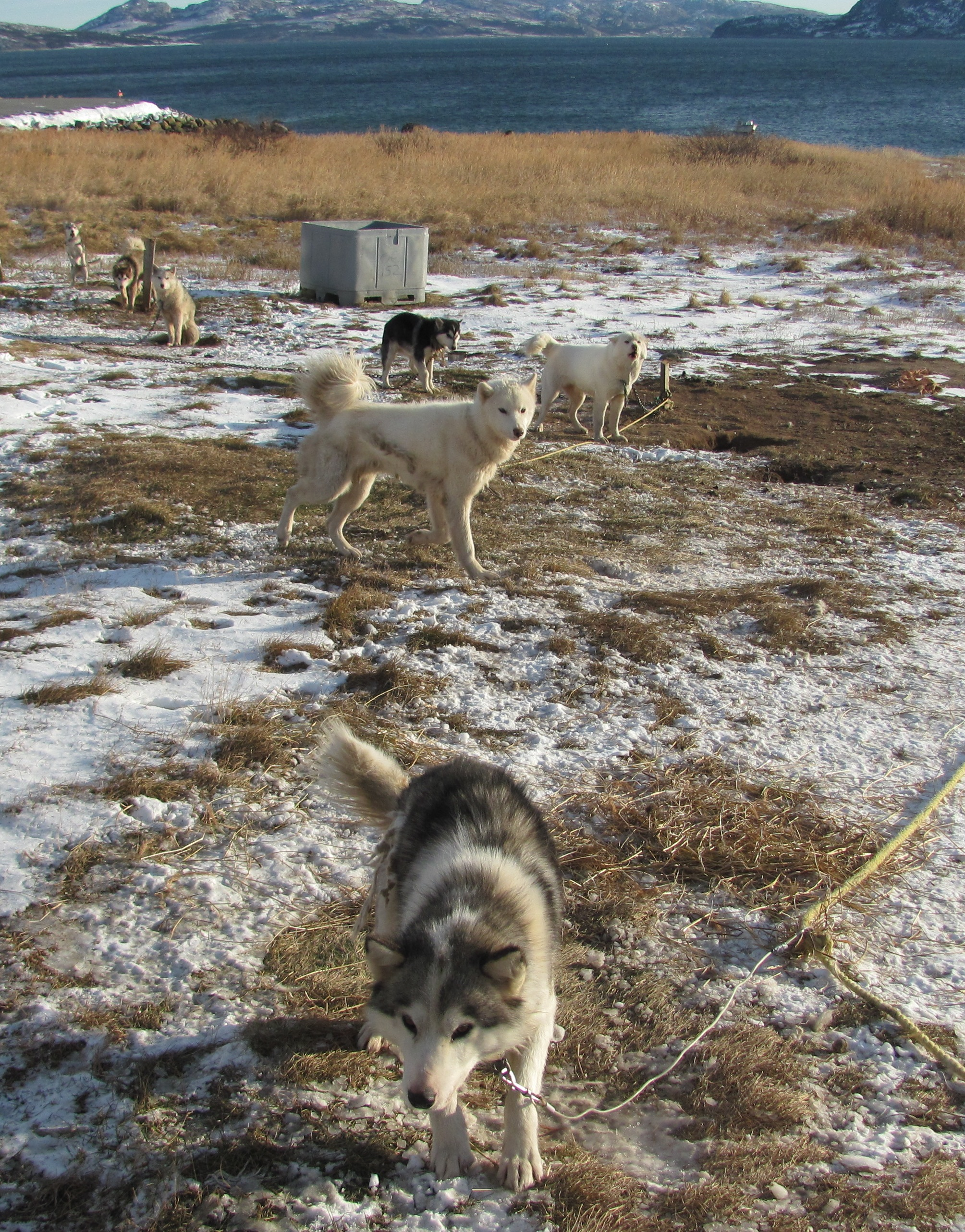
Cani Labrador husky

Il Labrador Husky (Bahasa Inggeris) è una razza di cane tipo spitz. È  una razza di razza originaria del Canada, che viene allevata come cane da tiro veloce molto forte.
Sebbene il nome di questa razza possa confondere confuso, essa non è un incrocio tra un Labrador retriever e un husky.
Questa razza è molto poco conosciuta e nessun club di razza l'ha finora riconosciuta.